# 쇠네르위스케
쇠네르위스케(SønderjyskE)는 덴마크의 스포츠 클럽이다. 쇠네르위스케는 남자 축구 팀(하데르슬레우)과 여자 축구 팀(보옌스), 남자 핸드볼 팀(쇠네르보르)과 여자 핸드볼 팀(오벤로), 아이스 하키 팀(보옌스)을 운영하고 있으며 이들 모두 윌란반도 남부 지역을 연고로 한다. 쇠네르위스케는 "쇠네르위스크 엘리테스포르트"("Sønderjysk Elitesport", "남유틀란트(남윌란) 엘리트 스포츠"라는 뜻)의 덴마크어 약칭이다.

## 성적
- 덴마크 수페르리가
  - 우승 1회 (2004-05)
  - 준우승 1회 (2007-08)

## 선수 명단

### 현역
참고: FIFA 자격 규정에 따라 소속된 국가대표팀 국기를 표시합니다. 선수는 복수의 FIFA 비회원국 국적을 가지고 있을 수 있습니다.
| 번호 | 포지션 | 국적       | 이름                   |
| ---- | ------ | ---------- | ---------------------- |
| 4    | DF     | 아이슬란드 | 다니엘 레오 그레타르손 |
| 5    | DF     |            | 마크 달 헤네           |

| 번호 | 포지션 | 국적 | 이름          |
| ---- | ------ | ---- | ------------- |
| 17   | MF     |      | 호세 갈레고스 |